# Дом Энгельгардта
Дом Энгельгардта — историческое здание в Центральном районе Санкт-Петербурга (Россия). Известен как центр музыкальной жизни Санкт-Петербурга. Находится на углу набережной канала Грибоедова (дом № 16) и Невского проспекта (дом № 30).

## История
В 1759—1761 гг. на этом участке построен 3-этажный особняк для генерала Александра Вильбоа. В 1766 перешёл в собственность князя А. М. Голицына. В конце XVIII в. его вдова сдавала дом в аренду французскому эмигранту Лиону, который устраивал здесь маскарады и концерты. В 1799 здание выкупил эксцентричный миллионер Михаил Алексеевич Кусовников.
С начала XIX в. здесь проходили концерты Петербургского филармонического общества. В 1823—1828 гг. на первом этаже помещалась книжная лавка Ивана Слёнина, где бывали Александр Пушкин, Василий Жуковский, Иван Крылов, Антон Дельвиг, Пётр Вяземский, Николай Гнедич, Кондратий Рылеев.
В 1829—1832 дом, принадлежавший Ольге Михайловне Энгельгардт (в девичестве — Кусовниковой), был перестроен по проекту архитектора Поля Жако в формах позднего классицизма. Здание стало 4-этажным, центральная часть выходящего на Невский проспект фасада отмечена портиком на уровне 3-го и 4-го этажей. Среди новых помещений особо выделялся концертный зал с прекрасной акустикой. Муж хозяйки, полковник Василий Энгельгардт продолжал по традиции устраивать музыкальные вечера и балы-маскарады.
Арбенин

…

Ведь нынче праздники и, верно, маскерад

У Энгельгардта…
У Энгельгардта проходили вечера Дворянского и Малого Мещанского собраний. В Филармоническом зале выступали Гектор Берлиоз, Рихард Вагнер, Иоганн Штраус-младший, Ф. Лист, Клара Шуман, Михаил Глинка, Антон Рубинштейн, Полина Виардо. В 1845—1850-х гг. на первом этаже находилась книжная лавка Александра Смирдина.
В 1859 году, когда дом принадлежал Е. В. Ольхиной, в нём размещался Купеческий клуб; в 1869—1900-х гг. — Учётный и ссудный банк. В начале 1880-х гг. был выполнен ряд переделок и построено хранилище банка во дворе (арх. Рудольф Бернгард и Павел Алиш). В 1895—1896 годах произведена реконструкция банковских помещений (арх. Леонтий Бенуа).

## Современность

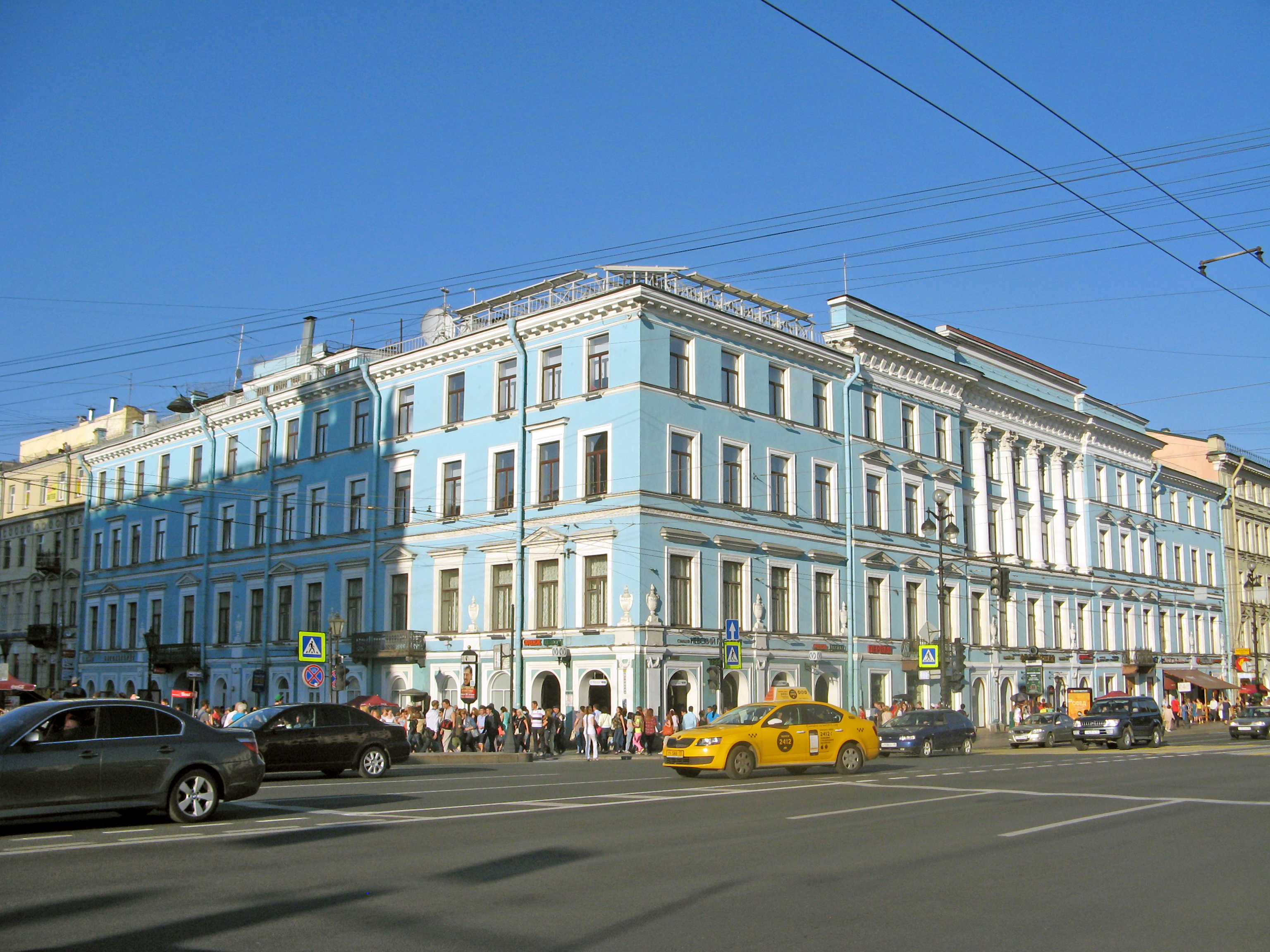
Вид от Казанской площади

С 1934 года в здании находился НИИ «Гипроникель». Здание, пострадавшее во время блокады, восстановлено в 1944—1948 гг. (арх. Валентин Каменский и Анна Лейман). В 1949 открылся Малый концертный зал им. М. И. Глинки Ленинградской филармонии. В 1966—1968 гг. в угловую часть здания, обращённую к каналу Грибоедова, встроен вестибюль ст. метро «Невский проспект». В 1995 открылся международный бизнес-центр «Невский, 30».